# دوموش
دوموش (به مجاری:  Dömös) یک شهرداری در مجارستان است که در ناحیه استرگوم واقع شده‌است. دوموش ۲۳٫۹۷ کیلومتر مربع مساحت و ۱٬۱۳۷ نفر جمعیت دارد.